# Jamuan
Jamuan is een bestuurslaag in het regentschap Aceh Utara van de provincie Atjeh, Indonesië. Jamuan telt 1851 inwoners (volkstelling 2010).